# Juan Carlos Gómez
Juan Carlos Gómez (* 26. Juli 1973 in Havanna, Kuba) ist ein kubanischer Schwergewichtsboxer und ehemaliger Profiweltmeister im Cruisergewicht der WBC.

## Amateur
Gómez wurde als Amateur 1990 in Lima Juniorenweltmeister im Mittelgewicht. 1994 und 1995 nahm Gómez als Halbschwergewichtler am Chemiepokal in Halle teil und verlor im Finale jeweils gegen Sven Ottke bzw. Thomas Ulrich.
Nach dem 1995er Chemiepokal setzte er sich von der kubanischen Mannschaft ab und wurde in Hamburg Profi bei Universum Box-Promotion.

## Profikarriere
Gómez bestritt seinen ersten Profikampf im Mai 1995 in Hamburg. Am 21. Februar 1998 wurde er in Argentinien in seinem 27. Kampf durch einen Punktsieg gegen Marcelo Domínguez Titelträger der WBC im Cruisergewicht. Er profitierte im Ring vor allem von seiner Schnelligkeit und der für viele Gegner ungewohnten Rechtsauslage.
Nach zehn erfolgreichen Titelverteidigungen legte er den Titel nieder und stieg 2001 in das Schwergewicht auf. Dort hatte er allerdings vergleichsweise weniger Erfolg. Aufgrund Gómez’ unsteten Lebenswandels kam es zu Spannungen mit seinem Boxstall Universum Box-Promotion und schließlich zur vorläufigen Trennung. Gómez boxte zunächst in den USA weiter. Er konnte zwar im September 2003 den Türken Sinan Şamil Sam klar nach Punkten schlagen, verlor aber anschließend überraschend durch K. o. in der ersten Runde gegen Yanqui Díaz (alias Yampier Azcuy), ebenfalls ein Exilkubaner. Dies war die erste Niederlage seiner Profikarriere. Anschließend kehrte er nach Deutschland zu Universum zurück.
Nach einem Punktsieg gegen den Ex-Weltmeister Oliver McCall im Oktober 2005 wurde er im Dopingtest jedoch positiv auf die Einnahme der Droge Kokain getestet. Als Folge dessen wurde ihm der Sieg aberkannt, der Bund Deutscher Berufsboxer (BDB) verhängte eine einjährige Sperre und Universum kündigte das Vertragsverhältnis. Er ging wiederum in die USA und erhielt dort im Mai 2006 wieder eine Lizenz sowie eine Platzierung in der WBC-Rangliste.
Am 19. Oktober 2007 kam es dann zu einem Rückkampf mit dem 42-jährigen Oliver McCall, den Gómez nach Punkten für sich entscheiden konnte. Als Nächstes boxte Gómez in einem WM-Ausscheidungskampf der WBC am 27. September 2008 gegen Wolodymyr Wirtschis und besiegte den Ukrainer über zwölf Runden nach Punkten. Am 21. März 2009 verlor er den WM-Kampf gegen Vitali Klitschko durch technischen K. o. in der neunten Runde.
Am 21. Juli 2010 gab Gómez bekannt, dass er zu Universum Box-Promotion zurückkehrt.

## Sonstiges
Gómez hat insgesamt sieben Kinder, eines davon (* 1997) zusammen mit der Tochter des Universum-Trainers Fritz Sdunek. Mit keiner der sieben Mütter ist er noch zusammen, nach eigener Aussage im November 2013 zahlte er mangels eigener Mittel für keines seiner Kinder Unterhalt. Nach dem positiven Dopingtest wurde er von der Black-Muslim-Gemeinde in Amerika wieder aufgebaut und konvertierte zum Islam.